# Ragnhild Valle Dahl
Ragnhild Valle Dahl (* 2. Januar 1998 in Molde, Norwegen) ist eine norwegische Handballspielerin, die für den dänischen Erstligisten Odense Håndbold aufläuft.

## Karriere

### Im Verein
Ragnhild Valle Dahl begann das Handballspielen im Alter von fünf Jahren beim norwegischen Verein Elnesvågen og Omegn IL. Im Alter von 16 Jahren trainierte sie zusätzlich beim Partnerverein Molde HK mit. In der Saison 2015/16 gab die damals 17-jährige Rückraumspielerin ihr Debüt in der höchsten norwegischen Spielklasse für Molde HK. Mit 148 Treffern wurde sie in der Spielzeit 2018/19 Torschützenkönigin der norwegischen Eliteserien. Im Sommer 2019 wechselte sie zum Ligakonkurrenten Vipers Kristiansand. Mit den Vipers gewann sie 2020, 2021, 2022 und 2023 die norwegische Meisterschaft sowie 2021, 2022 und 2023 die EHF Champions League. Seit der Saison 2023/24 steht sie beim dänischen Erstligisten Odense Håndbold unter Vertrag. Mit Odense Håndbold gewann sie 2025 die dänische Meisterschaft.

### In der Nationalmannschaft
Ragnhild Valle Dahl bestritt 17 Länderspiele für die norwegische Jugendauswahl, in denen sie 14 Tore warf. Mit dieser Mannschaft nahm sie an der U-18-Weltmeisterschaft 2016 teil und belegte dort den vierten Platz. Im Turnierverlauf erzielte sie zwölf Treffer. Anschließend lief sie 29-mal für die norwegische Juniorinnenauswahl auf. Bei dem ersten Turnier dieser Altersklasse, die U-19-Europameisterschaft, belegte sie den sechsten Platz mit Norwegen. Ein Jahr später folgte bei der U-20-Weltmeisterschaft 2018 der Gewinn der Silbermedaille. Ragnhild Valle Dahl wurde ab September 2018 insgesamt vier Mal in der norwegischen B-Nationalmannschaft eingesetzt, für die sie sechs Treffer erzielte. Am 29. Oktober 2022 bestritt sie ihr erstes Länderspiel für die norwegische A-Nationalmannschaft gegen die dänische Auswahl. Bei der Europameisterschaft 2022 gewann sie mit Norwegen den Titel. Dahl blieb bei ihrem einzigen Einsatz ohne Torerfolg.